# Departamento de Deseado
Departamento de Deseado är en kommun i Argentina.   Den ligger i provinsen Santa Cruz, i den södra delen av landet, 1 600 km sydväst om huvudstaden Buenos Aires. Antalet invånare är 72 953.
Omgivningarna runt Departamento de Deseado är i huvudsak ett öppet busklandskap. Trakten runt Departamento de Deseado är nära nog obefolkad, med mindre än två invånare per kvadratkilometer.